# Leptanilla palauensis
Leptanilla palauensis är en myrart som först beskrevs av Smith 1953.  Leptanilla palauensis ingår i släktet Leptanilla och familjen myror. Inga underarter finns listade i Catalogue of Life.